# Leonarda Gómez Blanco
Leonarda Gómez Blanco (Sotuta, Yucatán, 21 de diciembre de 1900 - ?) fue una profesora rural mexicana que dedicó su vida a la enseñanza de los campesinos y de los más pobres en diversos lugares de la república pero la mayor parte de su obra la dejó en el estado de Tlaxcala. Realizó estudios en el Instituto de señoritas de Mérida egresando como profesora de educación primaria. Posteriormente también estudió y se graduó como maestra de jardín de niños en la Escuela de Educadoras de Mérida. Ejerció sus dos profesiones y llegó a ser directora de primaria. Posteriormente la cumbre de su carrera llegó al formar parte voluntariamente de una brigada de maestros misioneros quienes fueron enviados a zonas rurales y marginadas de algunos lugares como Campeche y finalmente Tlaxcala.